# Hermann Volk
Pour les articles homonymes, voir Volk.
Hermann Volk, né le 27 décembre 1903 à Steinheim, faubourg de Hanau en Allemagne, et mort le 1er juillet 1988 à Mayence, est un cardinal allemand, évêque de Mayence de 1962 à 1982.

## Biographie
Hermann Volk est ordonné prêtre le 2 avril 1927 pour le diocèse de Mayence par Ludwig Maria Hugo. 
De 1935 à 1939, il étudie à l'université de Münster et à l'université de Fribourg. Professeur, il occupe la chaire de théologie dogmatique à l'université de Münster.
Nommé évêque de Mayence le 3 mars 1962, il est consacré le 5 juin suivant. Il demande que le jeune théologien Joseph Ratzinger soit appelé à lui succéder dans ses fonctions universitaires. Il assume cette charge d'évêque pendant vingt ans, se retirant le 22 décembre 1982. Il a alors 79 ans. 
Il est créé cardinal par le pape Paul VI lors du consistoire du 5 mars 1973, avec le titre de cardinal-prêtre de Ss. Fabiano e Venanzio a Villa Fiorelli.

## Littérature

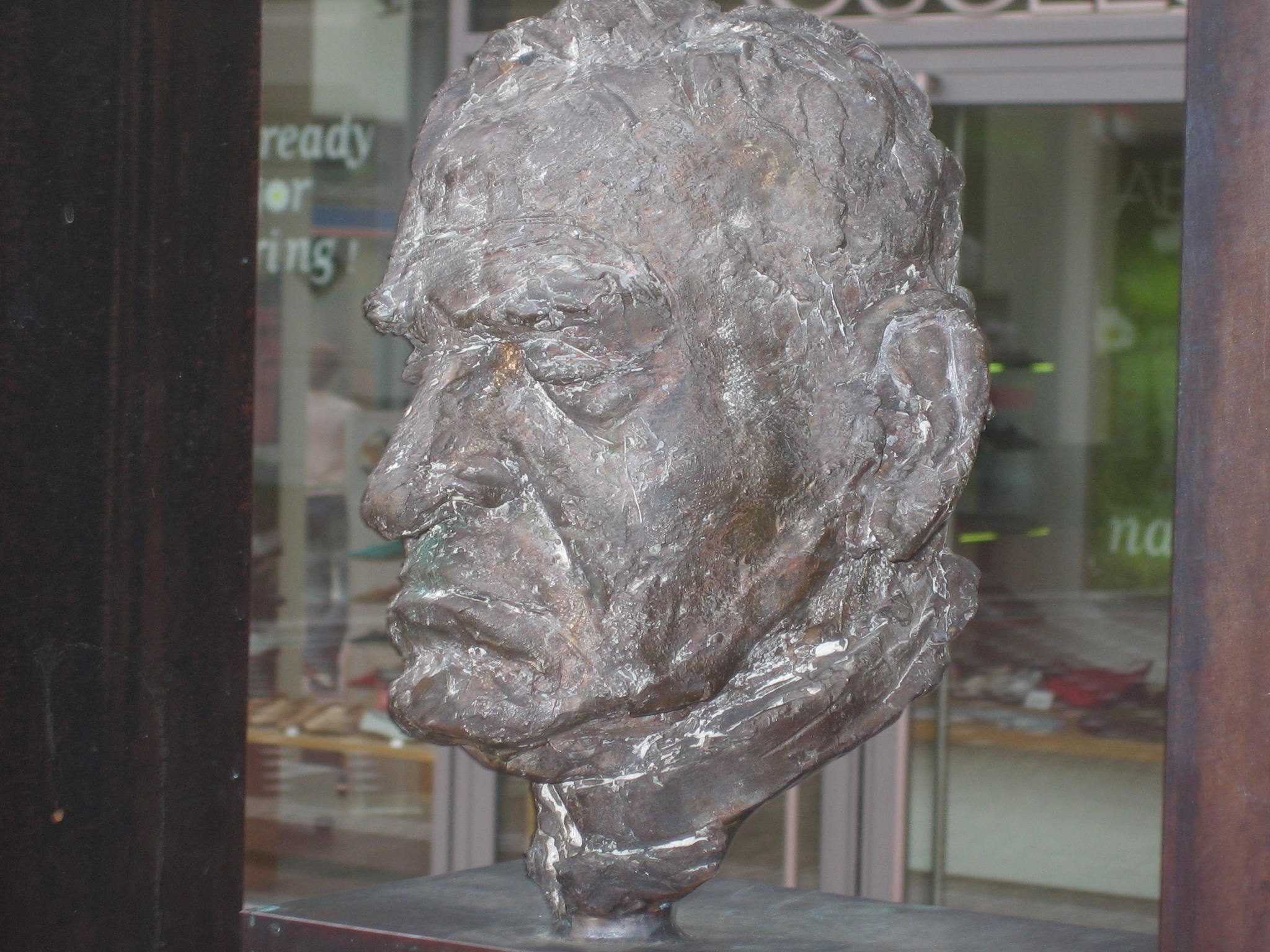
Hermann Volk, sculpture de Karlheinz Oswald.

- Jean-Paul II, Lettre au cardinal Hermann Volk, évêque de Mayence, à l'occasion du 800e anniversaire de la mort de Sainte Hildegarde (8 septembre 1979) [2]
- Karl Kardinal Lehmann / Peter Reifenberg (Hg.): Zeuge des Wortes Gottes. Hermann Kardinal Volk. Matthias-Grünewald-Verlag, Mainz 2004,  (ISBN 3-7867-2552-7)

## Œuvres
- Heinrich Schlier, Hermann Volk, Wilhelm de Vries, Unité de l'Église et tâche œcuménique, traduction de l'allemand et présentation par René Marlé, sj, Éditions de l'Orante, Ligugé, impr. Aubin (1962)
- Hermann Volk,... Le Christ et Marie : Fondements dogmatiques de la piété mariale eChristus und Mariae, traduit de l'allemand par R. Robert Duchon et B. Bernard Fraigneau-Julien, P.S.S, Éditions Fleurus Biarritz, Impr. moderne (1965)